# 李德謇
李德謇（生卒年不详），京兆三原（今陕西省三原县东北）人，唐代名将李靖之子，官至将作少匠。
唐朝贞观十七年（643年），太子李承乾与汉王李元昌、驸马都尉杜荷、大将侯君集等欲意起兵逼宫，事泄，承乾遭废。李德謇因与承乾关系较好，所以受到牵连，被流放岭南。后以李靖的缘故，徙至吴郡。贞观二十三年（649年）李靖去世，李德謇之弟李德奖承袭卫国公爵位。